# Michel Baud
Michel Baud (Tarbes, 11 november 1963 - Parijs, 13 september 2012) was een Frans egyptoloog en het hoofd van de Nubische Soedan-sectie op de afdeling Egyptische Oudheden van het Louvre. Als zodanig was hij de organisator van een tentoonstelling die uitsluitend gewijd was aan Meroë, het oude koninkrijk van Soedan, bekend om zijn legendarische hoofdstad en zijn beroemde koninklijke necropolis. Ook had hij de leiding over de archeologische opgravingen op de site van de necropolis in Abu Roash, en hij publiceerde hier ook artikelen over, zoals La ceramique miniature d'Abou Rawash. Hij was een ingezetene van het Franse Instituut voor Oosterse Archeologie in Caïro. Verder publiceerde hij  tussen 1995 en 1997 in samenwerking met Vassil Dobrev werken over de Zuid Saqqara Steen.
Op 13 september 2012 pleegde Michel Baud zelfmoord op 48-jarige leeftijd.

## Publicaties
- Djéser et la IIIe dynastie: Imhotep, Saqqara, Memphis, les pyramides à degrés (Parijs, Pygmalion, coll. «Les Grands Pharaons»,  p. 302, 2007) ISBN 9782756401478
- Famille royale et pouvoir sous l'Ancien Empire égyptien (IFAO, 2005) ISBN 978-2724702484
- Méroé, un empire sur le Nil (Officina Libraria, 2010) ISBN 9788889854501

- Bibliothèque nationale de France: cb13164119n (data)
- International Standard Name Identifier: 0000 0001 1641 8629
- Library of Congress Control Number: no00034385
- Nationale Bibliotheek van Israël: 987007282722405171
- Nederlandse Thesaurus van Auteursnamen: 288953819
- Réseau des bibliothèques de Suisse occidentale: 02-A002976797
- Système universitaire de documentation: 069274002
- Virtual International Authority File: 51827909
- WorldCat: E39PBJkMJtfkdj9T9XQp6VH9jC